# Serpentinespray

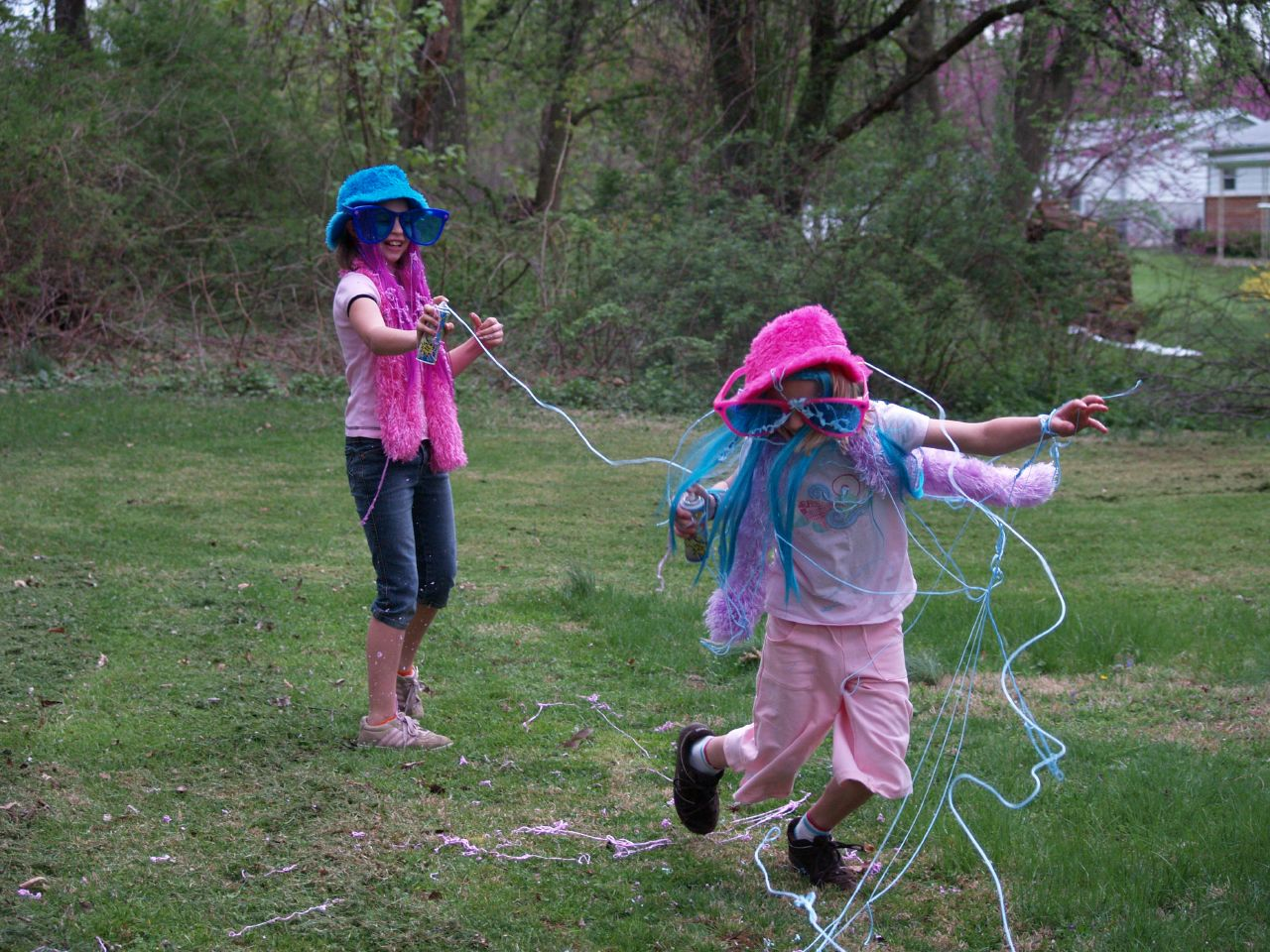
Serpentinespray

Serpentinespray, spuitserpentine of  spuitconfetti is een spuitbus waarmee men zeer lichte, serpentineachtige slierten kan spuiten. Het is een feestartikel dat gebruikt wordt op carnavals-, verjaardags- en andere feesten. De slierten bestaan uit een polymeerschuim en zijn een weinig kleverig zodat ze aan de meeste oppervlakken blijven kleven, maar ze komen snel los en kunnen gemakkelijk verwijderd worden.
In de Verenigde Staten is het bekend als Silly String. Silly String werd in de jaren 1970 geoctrooieerd door het Amerikaanse bedrijf Wham-O Manufacturing, dat ook de hoelahoep introduceerde.
Een serpentinespuitbus bevat een mengsel van het drijfgas en een vloeistof met een opgelost polymeer. In het oorspronkelijk octrooi werd polyisobutylmethacrylaat of een vergelijkbaar polymeer voorgesteld. De vloeistof bevat nog een aantal andere hulpstoffen: een oppervlakteactieve stof zoals sorbitan trioleaat, die het polymeerschuim stabiliseert; een weekmaker zoals dibutylftalaat die zorgt dat de polymeerstreng flexibel blijft; een siliconenvloeistof zoals dimethylsiloxaan die ervoor zorgt dat de slierten gemakkelijker loskomen; en ten slotte nog vlamvertragers voor de brandveiligheid en pigmenten voor kleureffecten.
In het oorspronkelijke octrooi werd als drijfgas een chloorfluorkoolstofverbinding gebruikt zoals CFC-12 (dichloordifluormethaan). Dit mag niet meer gebruikt worden omdat het de ozonlaag aantast en tegenwoordig gebruikt men andere, niet-ontvlambare drijfstoffen. Ook de samenstelling van de inhoud is in de loop der jaren aangepast. De exacte samenstelling is een fabrieksgeheim.
Amerikaanse militaire ontmijners gebruiken deze spuitbussen sedert 1997 in Bosnië, en later ook elders, om boobytraps op te sporen. Alvorens een onbekende besloten ruimte binnen te gaan spuiten ze serpentinespray voor zich uit. Die kan de aanwezigheid van draden verraden die bij aanraking een ontploffing zouden veroorzaken, maar is zelf te licht om die ontploffing te veroorzaken.